# Máy tính lượng tử Ca+
Máy tính lượng tử Ca+ là một loại máy tính lượng tử bẫy ion . Máy tính lượng tử Ca+ đã được nhóm nghiên cứu của Đại học Innsbruck thực hiện thành công dựa trên sơ đồ của Ignacio Cirac và Peter Zoller. Nguyên tử được chọn là calci vì 40 Ca+ có sẵn các mức năng lượng dùng để xây dựng qubit và làm lạnh bằng laser.

## Cách thực hiện
Nguyên tử Calci sau khi bị ion hóa thứ nhất bởi laser sẽ được đưa vào bẫy. Bẫy được điều khiển bằng tần số radio (RF) với Ωz ≈ 2π × 1.7 MHz. Các ion Ca+ sau khi làm lạnh bằng Phương pháp làm lạnh Doppler sẽ được giữ trên một đường thẳng trong bẫy phục vụ cho quá trình tính toán lượng tử.(Hình 1)
Mỗi ion Ca+ sẽ đảm nhiệm thực hiện 1 qubit. Mỗi qubit sẽ được điều khiển bởi 1 laser để chuyển trạng thái của ion Ca+.

Trên là sơ đồ hình 2 các mức của electron hóa trị trong ion 40 Ca+. Qubit được thể hiện qua 2 mức năng lượng S1/2-D5/2. Trạng thái tính toán được quy ước: |S1/2> ≡ |0> là trạng thái nền và |D5/2> ≡ |1> là trạng thái kích thích.
Để chuyển đổi giữa 2 trạng thái này, ta dùng laser với bước sóng = 729 nm để chiếu vào ion Ca+. Với máy tính lượng tử 40Ca+, ta có thể xây dựng được tất cả các cổng căn bản của máy tính lượng tử (Quantum gate) như cổng Hadama, cổng CNOT…

## Ứng dụng
Việc tìm thừa số của một số nguyên lớn là rất khó đối với máy tính cổ điển trong thời gian đa thức Lưu trữ ngày 17 tháng 2 năm 2013 tại Wayback Machine nếu chúng là tích của các số nguyên tố (ví dụ tích của 2 số nguyên tố có hơn 300 chữ số).
Ngược lại, một máy tính lượng tử có thể giải quyết vấn đề một cách hiệu quả bằng cách dùng thuật toán Shor để tìm thừa số. Với tiềm năng này, máy tính lượng tử có thể giải mã hầu hết các hệ thống bảo mật hiện nay trong thời gian đa thức. 
Ví dụ: dùng để phá mã RSA.